# Clarendon County
Clarendon County ist ein County im Bundesstaat South Carolina der Vereinigten Staaten. Das U.S. Census Bureau hat bei der Volkszählung 2020 eine Einwohnerzahl von 31.144 ermittelt. Der Verwaltungssitz (County Seat) ist Manning.

## Geographie
Das County liegt östlich des geographischen Zentrums von South Carolina und hat eine Fläche von 1802 Quadratkilometern, wovon 229 Quadratkilometer Wasserfläche sind. Es grenzt im Uhrzeigersinn an folgende Countys: Sumter County, Florence County, Williamsburg County, Berkeley County, Orangeburg County und Calhoun County.

## Geschichte
Clarendon County wurde am 12. März 1785 gebildet und im Jahr 1800 wieder aufgelöst. 1855 wurde das County erneut gebildet. Benannt wurde es nach Edward Hyde, 1. Earl of Clarendon, einem englischen Staatsmann und Lord Proprietor der Provinz Carolina.
Acht Bauwerke und Stätten des Countys sind im National Register of Historic Places (NRHP) eingetragen (Stand 27. Juli 2018).

## Demografische Daten
Nach der Volkszählung im Jahr 2000 lebten im Clarendon County 32.502 Menschen in 11.812 Haushalten und 8.599 Familien. Die Bevölkerungsdichte betrug 21 Einwohner pro Quadratkilometer. Ethnisch betrachtet setzte sich die Bevölkerung zusammen aus 44,93 Prozent Weißen, 53,14 Prozent Afroamerikanern, 0,24 Prozent amerikanischen Ureinwohnern, 0,26 Prozent Asiaten, 0,03 Prozent Bewohnern aus dem pazifischen Inselraum und 0,88 Prozent aus anderen ethnischen Gruppen; 0,52 Prozent stammten von zwei oder mehr Ethnien ab. 1,72 Prozent der Bevölkerung waren spanischer oder lateinamerikanischer Abstammung.
Von den 11.812 Haushalten hatten 31,4 Prozent Kinder unter 18 Jahre, die bei ihnen lebten. 48,5 Prozent waren verheiratete, zusammenlebende Paare, 19,8 Prozent waren allein erziehende Mütter, 27,2 Prozent waren keine Familien, 24,6 Prozent waren Singlehaushalte und in 10,3 Prozent lebten Menschen mit 65 Jahren oder darüber. Die Durchschnittshaushaltsgröße betrug 2,62 und die durchschnittliche Familiengröße betrug 3,12 Personen.
25,7 Prozent der Bevölkerung war unter 18 Jahre alt. 10,5 Prozent zwischen 18 und 24, 25,1 Prozent zwischen 25 und 44, 24,7 Prozent zwischen 45 und 64 und 14,0 Prozent waren 65 Jahre alt oder älter. Das Durchschnittsalter betrug 37 Jahre. Auf 100 weibliche Personen kamen 96,4 männliche Personen und auf 100 Frauen im Alter von 18 Jahren und darüber kamen 94,2 Männer.
Das jährliche Durchschnittseinkommen eines Haushalts betrug 27.131 USD, das Durchschnittseinkommen einer Familie betrug 33.951 USD. Männer hatten ein Durchschnittseinkommen von 28.459 USD, Frauen 20.011 USD. Das Prokopfeinkommen betrug 13.998 USD. 18,7 Prozent der Familien und 23,1 Prozent der Bevölkerung lebten unterhalb der Armutsgrenze.

## Orte im Clarendon County
Im Clarendon County liegen vier Gemeinden, davon eine City und drei Towns. Zu Statistikzwecken führt das U.S. Census Bureau einen Census-designated places, der dem County unterstellt ist und keine Selbstverwaltung besitzt. Dieser ist wie die Unincorporated Communities gemeindefreies Gebiet.
City
- Manning

Towns
- Paxville
- Summerton
- Turbeville

Census-designated place (CDP)
- Alcolu
- Foreston
- North Santee
- Wyboo

andere Unincorporated Communities
| - Davis Station - Gable - New Zion | - Rimini - Sardinia - Wilson |